# Sombras en una batalla
Sombras en una batalla és una pel·lícula espanyola de 1993 dirigida per Mario Camus. Es tracta d'una obra intimista, audaç i sincera que utilitza de fons el conflicte basc i les seves conseqüències entre els seus implicats.

## Argument
Ana és una exmilitant d'ETA que viu en un poblet anomenat Bermillo de Sayago, prop de la frontera amb Portugal. Treballa de veterinària juntament amb el seu amic i company de treball Darío. Amb ell comparteix els seus quefers diaris i la seva rutina, juntament amb la seva filla Blanca. Ana és una dona amagada en si mateixa, però un dia coneix a José, un atractiu home que li fa retornar al passat, ja que José va participar en la guerra bruta a Espanya (GAL) atemptant contra refugiats bascos a territori francès. Fet aquest que va tocar de prop amb el passat d'Ana, i que al mateix temps coincideix amb la trobada de membres d'ETA en actiu, com l'antic amic d'Ana, Fernando. Tots ells intentaran resoldre vells comptes pendents, cadascú a la seva manera.
En acabar la pel·lícula, apareix una frase amb les inicials J. L. B. que diu: "Jo no parlo de venjança ni de perdons; l'oblit és l'única venjança i l'únic perdó".

## Repartiment
- Carmen Maura (Ana)
- Joaquim de Almeida (José)
- Tito Valverde (Darío)
- Sonia Martín (Blanca)
- Ramón Langa (Fernando)
- Suzana Borges (mujer de José)
- Isabel de Castro (actriz) (madre José)
- Elisa Lisboa (Amalia)
- Miguel Zúñiga (funcionario)
- Cándido de Castro Calbarro (Policía)
- Manuel Fadón (Vitorino)
- Ione Irazábal
- Francisco Hernández
- Felipe Vélez

## Premis i nominacions
VIII Premis Goya
| Categoria                   | Persona                    | Resultat  |
| --------------------------- | -------------------------- | --------- |
| Millor pel·lícula           | Cayo Largo Films / Sogepaq | Nominada  |
| Millor actriu protagonista  | Carmen Maura               | Nominada  |
| Millor actor de repartiment | Tito Valverde              | Guanyador |
| Millor guió original        | Mario Camus                | Guanyador |

Medalles del Cercle d'Escriptors Cinematogràfics de 1993
| Categoria            | Persona     | Resultat  |
| -------------------- | ----------- | --------- |
| Millor pel·lícula    |             | Guanyador |
| Millor guió original | Mario Camus | Guanyador |

Altres premis
| Any  | Festival                                   | Categoria      | Persona     | Resultat |
| ---- | ------------------------------------------ | -------------- | ----------- | -------- |
| 1993 | Festival Internacional de Cinema de Moscou | St. Jordi d'Or | Mario Camus | Nominat  |